# Maison Wedekind
La Wedekindhaus (également Wedekindsches Haus ou Storrehaus) est une maison à colombages de style Renaissance situé sur l'historique Markplatz de Hildesheim, en Allemagne.

## Histoire et description
La maison originale a été construit en 1598 par le marchand Hans Storre, qui venait de la famille patricienne des Storre, de Hildesheim. Le bombardement sur Hildesheim le 22 mars 1945, a complètement détruit la maison. Seule sa façade a été en fidèlement reconstruite de 1984 à 1986 dans le cadre du nouveau bâtiment de la Sparkasse. Cela vaut également pour la façade ouest du Lüntzelhaus et du Rolandstift. Le nouveau siège de la Sparkasse Hildesheim Goslar Peine est caché derrière la façade de ces trois maisons. Avant le bombardement du 22 mars 1945 la Wedekindhaus abritait des commerces .
La façade est en chêne et est richement décorée de sculptures qui symbolisent les vertus et le vice.

## Littérature
- Jens-Uwe Brinkmann, Hildesheim pour ainsi dire, Düsseldorf (Droste) 1972, p.   12.
- Stadtsparkasse Hildesheim, Le chemin laborieux vers la Wedekindhaus, Pour notre Hildesheim, Hildesheim (1986), p. 49
- Dietrich Klose, La reconstruction de la façade de la Wedekindhaus, Pour notre Hildesheim, Hildesheim (1986) p. 57

## Source de traduction
- (de) Cet article est partiellement ou en totalité issu de l’article de Wikipédia en allemand intitulé « Wedekindhaus » (voir la liste des auteurs).